# Alocoderus semienensis
Alocoderus semienensis är en skalbaggsart som beskrevs av Bordat 1990. Alocoderus semienensis ingår i släktet Alocoderus och familjen Aphodiidae. Inga underarter finns listade i Catalogue of Life.